# Enciclopedia Libre Universal en Español

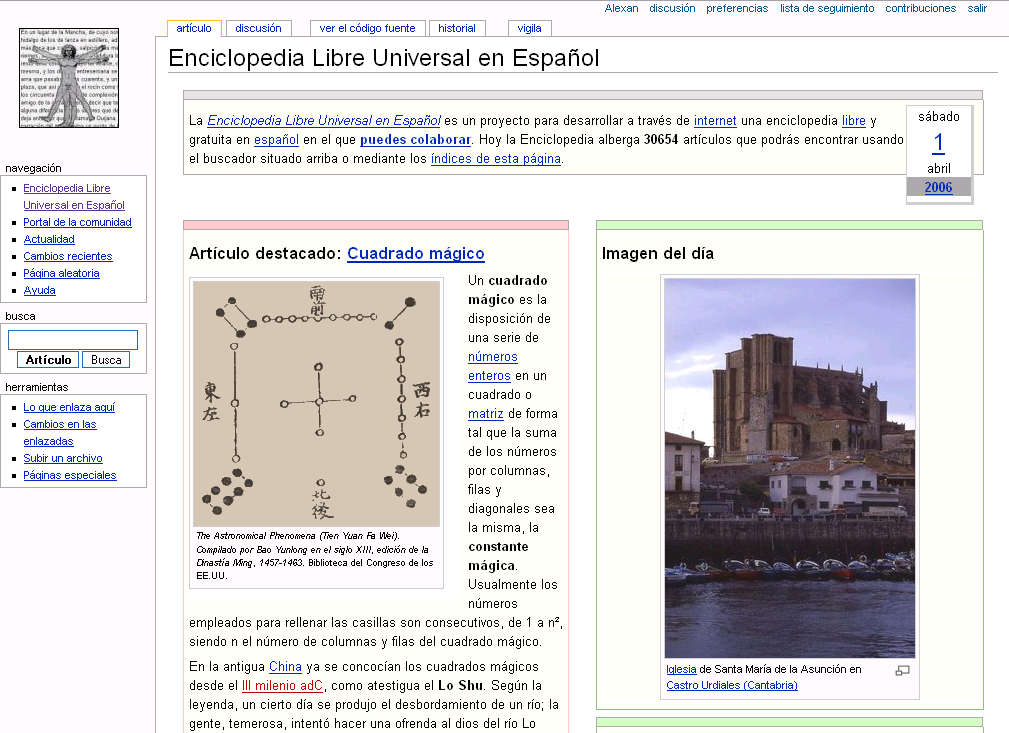
Captura da tela da página principal da Enciclopedia Libre.

A Enciclopedia Libre Universal en Español foi uma enciclopédia online em castelhano em licença GFDL rodando em MediaWiki.
Foi fundada por contribuidores da Wikipédia em espanhol como um projeto independente, em  fevereiro de 2002.
A Enciclopédia contava com 46.516 verbetes em 21 de fevereiro de 2011.
A Enciclopédia Livre foi fundada por colaboradores da Wikipédia em espanhol que decidiram iniciar um projeto independente. Liderados por Edgar Enyedy, eles deixaram a Wikipedia em 26 de fevereiro de 2002 e criaram o novo site, fornecido gratuitamente pela Universidade de Sevilha, com os artigos livremente licenciados da Wikipédia em espanhol.